# 무르실리 2세

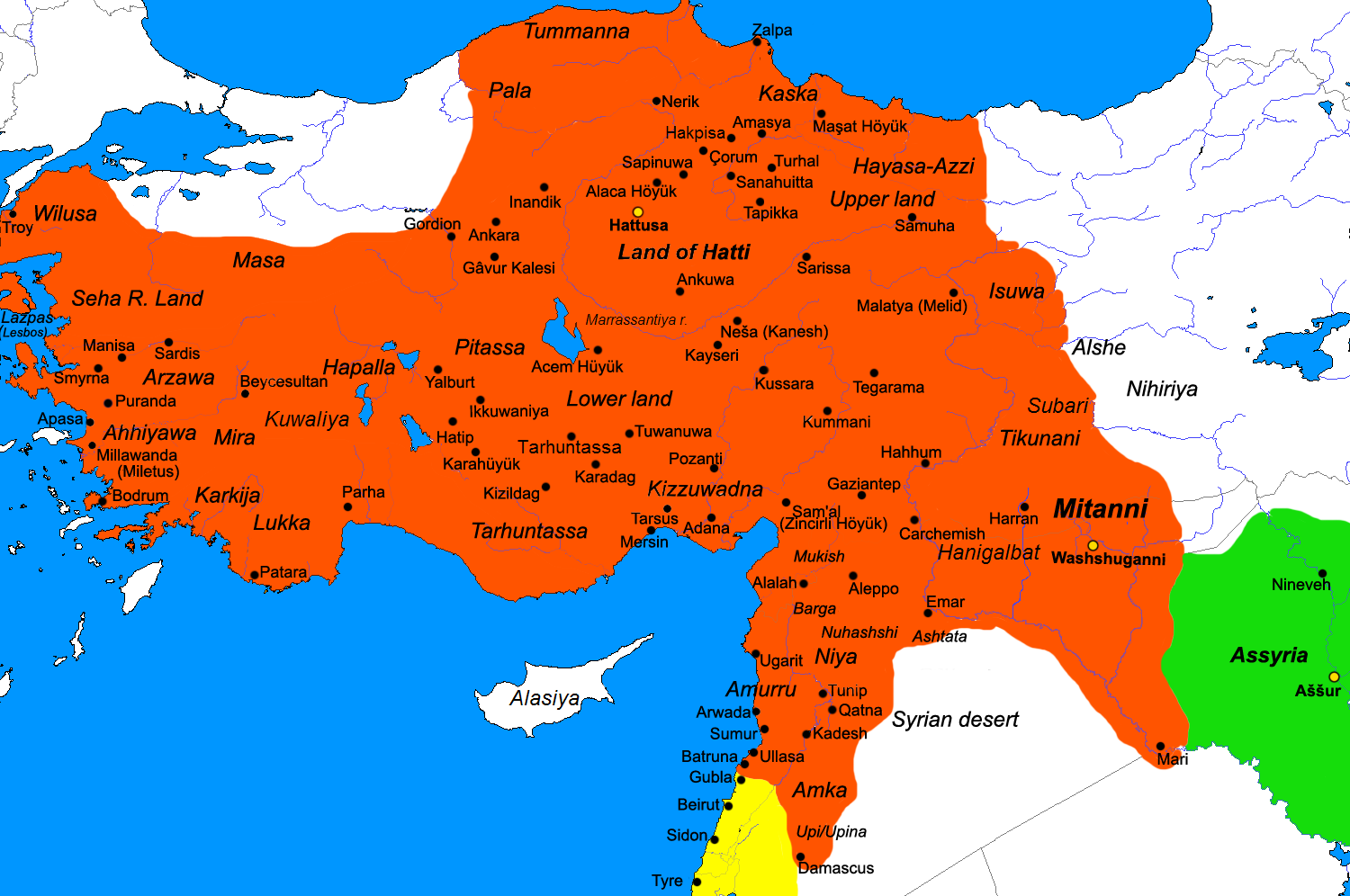

무르실리 2세는 히타이트 제국(신왕국)의 왕(제위 기원전 1322~1295)이었다. 그는 수필룰리우마 1세의 아들로 히타이트 제국의 가장 강력한 지배자 중 한 사람이었다. 그가 계승하기 전에는 그의 형인 아르누완다 2세의 짧은 치세 동안 왕실 경호사령관(GAL MEŠEDI)으로 봉사하였다.

## 인생
이 왕자는 아르누완다 2세의 요절 후에 왕권을 장악하였다. 아르누완다 2세는 그의 아버지와 같이 기원전 1320년 하티를 휩쓴 전염병의 희생자가 되었다. 그는 하티의 적들에 의한 경멸하는 인사를 받았고 그의 치세에 수많은 반란을 직면하였다. 그중에서 가장 심각했던 것은 아나톨리아 산악의 카스카스에 의해 유발된 것이었지만 역시 남동 터키의 아르자와 왕국에 의한 것이었다. 왜냐하면 그는 아르누완다 2세의 이른 죽음 때문에 왕이 된 경험없는 왕으로 느껴졌기 때문이다. 무르실리 2세는 그의 이 연대기 문서에 적의 비웃음을 기록하였다.
무르실리 2세는 어리고 경험없는 왕인 반면 그는 분명히 거의 어린이가 아닌 상태로 히타이트 왕권을 잡았으며 자신의 권리로 다스릴 수 있는 나이에 도달했음이 분명하다. 실제로 그가 어린애였다면 다른 조정이 가해져서 제국을 안정시켰을 것이다. 결국 무르실리는 두 명의 생존한 형제가 있었는데 그들은 각각 카르케미쉬(사리-쿠쉬)와 알레포 태수를 하였다. 무르실리 2세는 군사 행동과 외교에서 그의 성공적인 아버지 수필룰리우마 1세의 맛수보다 나은 것으로 판명났다.
그의 치세의 최초 10년의 연대기는 남아있으며 그가 그의 왕국의 북쪽 경계를 보호하기 위해 제위 첫 두 해 동안 카스카족에 정벌 원정을 수행하였음을 기록한다.
왕은 그 후 서쪽으로 방향을 틀어 아르자와의 왕 우하지티의 공격에 대항하였는데 그들은 히타이트 연맹을 그의 캠프로 유인하려 하였다. 연대기는 역시 태양의 오멘 또는 일식이 그가 왕이 된 지 10년에 그가 카스카 인들에 대해 원정을 시작하려고 할 때 발생하였다고 밝힌다. 무르실리 2세의 최고의 확인된 날짜는 그의 22년째의 해이다. 그는 이날 이후에도 수년 간 더 살다가 제위 25년에서 27년경에 죽었다고 믿어진다. 그는 무와탈리 2세가 계승하였다.

## 무르실리의 일식
무르실리 10년 일식이 고대 근동의 연대내의 히타이트의 절대 연대를 확인해주어 매우 중요하다. 일식의 가능한 날짜는 단지 이틀이다. 기원전 1308년 4월 13일 또는 1312년 6월 24일이다. 기원전 1312년의 날짜가 대부분의 히타이트 학자들에게 받아들여지고 있다. 다만 Trevor Bryce(1998)와 Paul Astrom(1993)은 기원전 1308년에 일식이 일어났다고 주장했다. 대부분의 학자들은 1312년의 일식을 지지하는데, 그 이유는 무르실리 2세가 펠레폰네수스 영역과 아나톨리아를 원정하던 중 정오에 일식을 보았다는 기록이 있기 때문이다. 다만 기원전 1308년 천문 사건은 아라비아에서 시작하여 북동방으로 움직였다. 그것은 몽골리아와 중앙 아시아에서 최대의 영향력에 도달하였다. 아나톨리아에서의 그 효과는 거의 없었다고 전문가들은 판정하였다.

## 만화 속의 무르실리 2세
무르실리2세는 일본만화 하늘은붉은강가에나온다. 만화에서는 카일 무르실리2세로나오지만 실제 "카일"이라는 이름은 등장하지 않는다. 그러나 사실에서 모티브를 따왔기에 등장인물, 사건, 주변상황이 비슷하다. 예를 들어 자난자가 이집트가다 살해당하는 사건, 바빌로니아 왕녀 등의 인물들이 그러하다. 하지만 사실과는 다른점들도 있다. 만화와 달리 실제 역사에서는 왕의 왕비가 시어머니 황태후에게 대적하다 의문사 당한다. 그 후 무르실리2세는 황태후가 왕비를 저주했다고 유폐시키는 것으로 끝난다. 또한 만화 속 주인공 '유리'의 모티브는 부인이었던 가술라위야이나, 실제 성격이나 행동은 자신의 아들 '하투실리스'의 왕비 '푸투헤파'를 더 많이 닮았다. 푸투헤파는 지방하급귀족딸 / 이슈타르 신전 신녀에서 정비로 올라섰고 왕에게 정치적으로 큰 도움이 된 인물이다.